# Goera dierli
Goera dierli is een schietmot uit de familie Goeridae.
De soort komt voor in het Oriëntaals gebied.